# 1803 w muzyce
Wydarzenia muzyczne w 1803 roku.

## Wydarzenia
- 13 stycznia – w paryskim Théâtre Feydeau odbyła się premiera opery Ma tante Aurore ou Le roman impromptu Ludwiga van Beethovena[1][2]
- 29 stycznia – w wiedeńskim Hofburgtheater odbyła się premiera dramatu muzycznego Ercole in Lidia Johanna Simona Mayra[1][2]
- 15 lutego – w Opéra de Paris odbyła się premiera Delphis et Mopsa (Le ménage) A. Grétry[1][2]
- 1 marca – w paryskim Théâtre Feydeau odbyła się premiera opery Héléna É. Méhula[1][2]
- 29 marca – w Opéra de Paris odbyła się premiera Proserpine Giovanniego Paisiello[1][2]
- 5 kwietnia – w wiedeńskim Theater an der Wien odbyła się premiera II symfonii  Beethovena[1][2]
- 24 maja – w Wiedniu Ludwig van Beethoven zagrał premierową „Sonatę na skrzypce i fortepian op.47” poświęconą Rudolfowi Kreutzerowi[1][2]
- 18 czerwca – w paryskim Théâtre Feydeau odbyła się premiera opery Le baiser et la quittance, ou Une aventure de garrison François-Adriena Boieldieu, Étienne’a Méhula, Rodolphe Kreutzera i Nicolasa Isouarda[1][2]
- 15 lipca – premiera Clavigo Johanna Friedricha Reichardta w berlińskim Nationaltheater[1][2]
- 4 października – w Opéra de Paris odbyła się premiera opery baletowej Anacréon ou l’Amour fugitif L. Cherubiniego[1][2]
- 8 grudnia – w Stuttgarcie miała miejsce premiera opery Elbondocani Johanna Rudolfa Zumsteega[1][2]
- 13 grudnia – w Paryżu miała miejsce premiera opery Les sabots et le cerisier François-Josepha Gosseca[1][2]
- 26 grudnia – w mediolańskiej La Scali odbyła się premiera opery Alonso e Cora Johanna Simona Mayra[1][2]
- 29 grudnia – w paryskim Théâtre Feydeau odbyła się premiera opery Le baiser et la quittance, ou Une aventure de garnison É. Méhula[1][2]

## Urodzili się
- 6 stycznia – Henri Herz, austriacki pianista i kompozytor (zm. 1888)
- 2 kwietnia – Franz Lachner, niemiecki kompozytor i dyrygent (zm. 1890)
- 24 lipca – Adolphe Adam, francuski kompozytor oper i baletów, krytyk muzyczny (zm. 1856)
- 28 października – Caroline Unger, węgierska śpiewaczka operowa (kontralt) (zm. 1877)
- 11 grudnia – Hector Berlioz, francuski kompozytor, twórca symfonii romantycznej, prekursor nowoczesnej kolorystyki, pisarz i krytyk muzyczny (zm. 1869)
- 12 grudnia – Josephine Fröhlich, austriacka śpiewaczka operowa (zm. 1878)

## Zmarli
- 5 lutego – Giovanni Battista Casti, włoski poeta, satyryk i autor librett (ur. 1724)
- 16 lutego – Jan Václav Stich, czeski kompozytor, waltornista i skrzypek (ur. 1746)
- 23 lutego – Praskowia Żemczugowa, rosyjska śpiewaczka operowa (liryczno-dramatyczny sopran koloraturowy) (ur. 1768)
- 25 kwietnia – Karolina Stefani, polska śpiewaczka i aktorka (ur. 1785)
- 5 września – François Devienne, francuski kompozytor i flecista (ur. 1759)
- 17 września – Franz Xaver Süssmayr, austriacki kompozytor (ur. 1766)

Data dzienna nieznana
- Johann Christoph Kellner, niemiecki kompozytor i organista (ur. 1736)

## Muzyka poważna
- 12 lutego – w paryskim „Correspondance des professeurs et amateurs de musique” opublikowano Symfonię C major, Op. 66, B. 154 Ignaza Pleyela[1][2]
- 17 sierpnia – w wiedeńskim „Wiener Zeitung” opublikowano „Trio na skrzypce, wiolonczelę i fortepian, No. 2, Op. 12” Johanna Nepomuka Hummla[1][2]
- 1 października – w wiedeńskim „Wiener Zeitung” opublikowano „Wariacje na flet i fortepian, Op. 14” Johanna Nepomuka Hummla[1][2]